# (131695) 2001 XS254
(131695) 2001 XS254 est un objet transneptunien classé comme objet épars.

## Caractéristiques
(131695) 2001 XS254 mesure environ 110 km de diamètre.

## Orbite
L'orbite de 2001 XS254 possède un demi-grand axe de 37,267 ua et une période orbitale d'environ 227 ans. Son périhélie l'amène à 35,254 ua du Soleil et son aphélie l'en éloigne de 39,28 ua.

## Découverte
(131695) 2001 XS254 a été découvert le 9 décembre 2001.